# Calle 86 (línea de la Séptima Avenida–Broadway)
Calle 86 es una estación en la línea de la Séptima Avenida-Broadway del Metro de Nueva York. La estación se encuentra localizada en Upper West Side, Manhattan entre Broadway y la Calle 86, y es utilizada las 24 horas por los trenes del servicio  y durante la madrugada por el servicio .